# Arqueta de Santa Úrsula

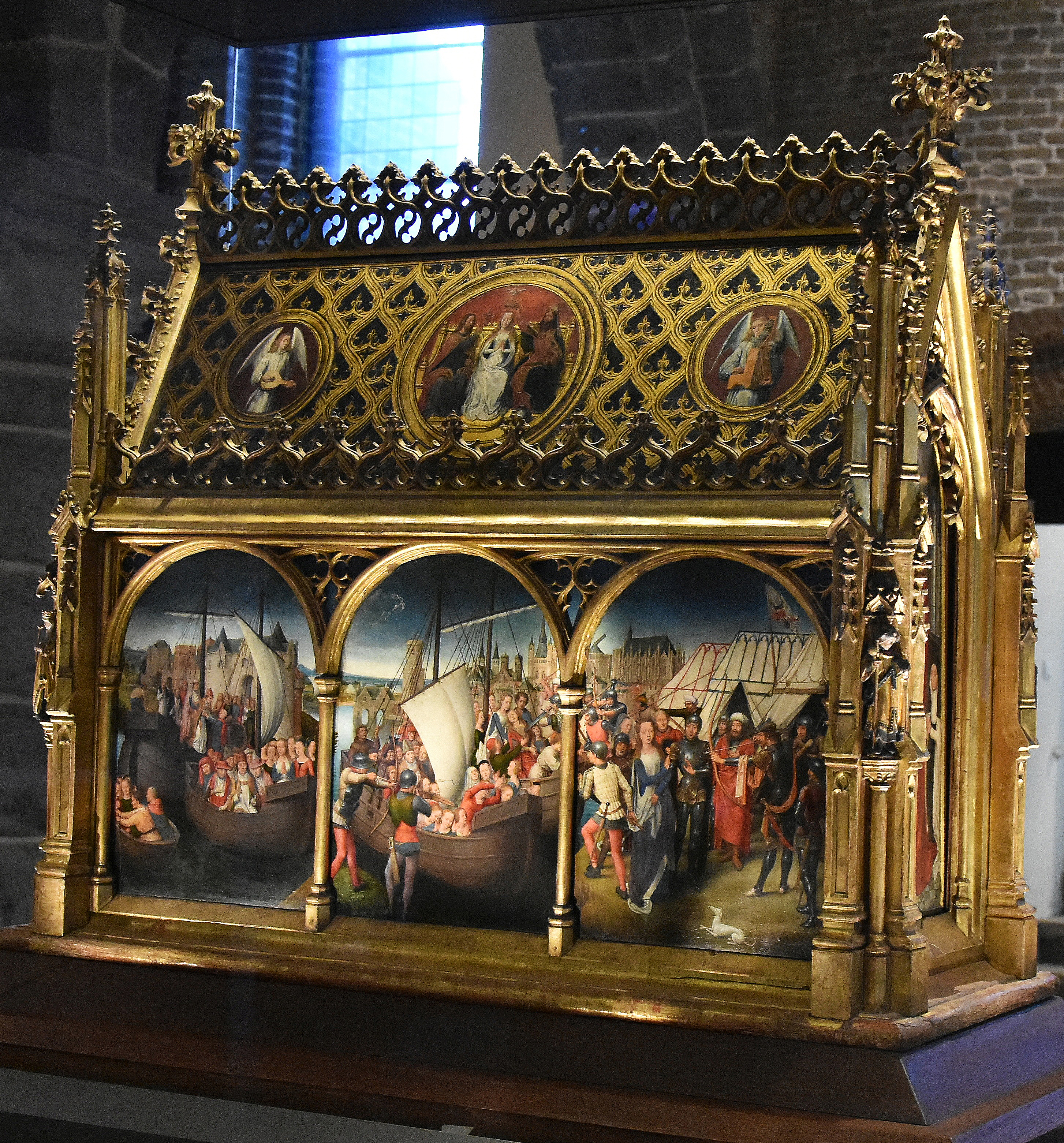

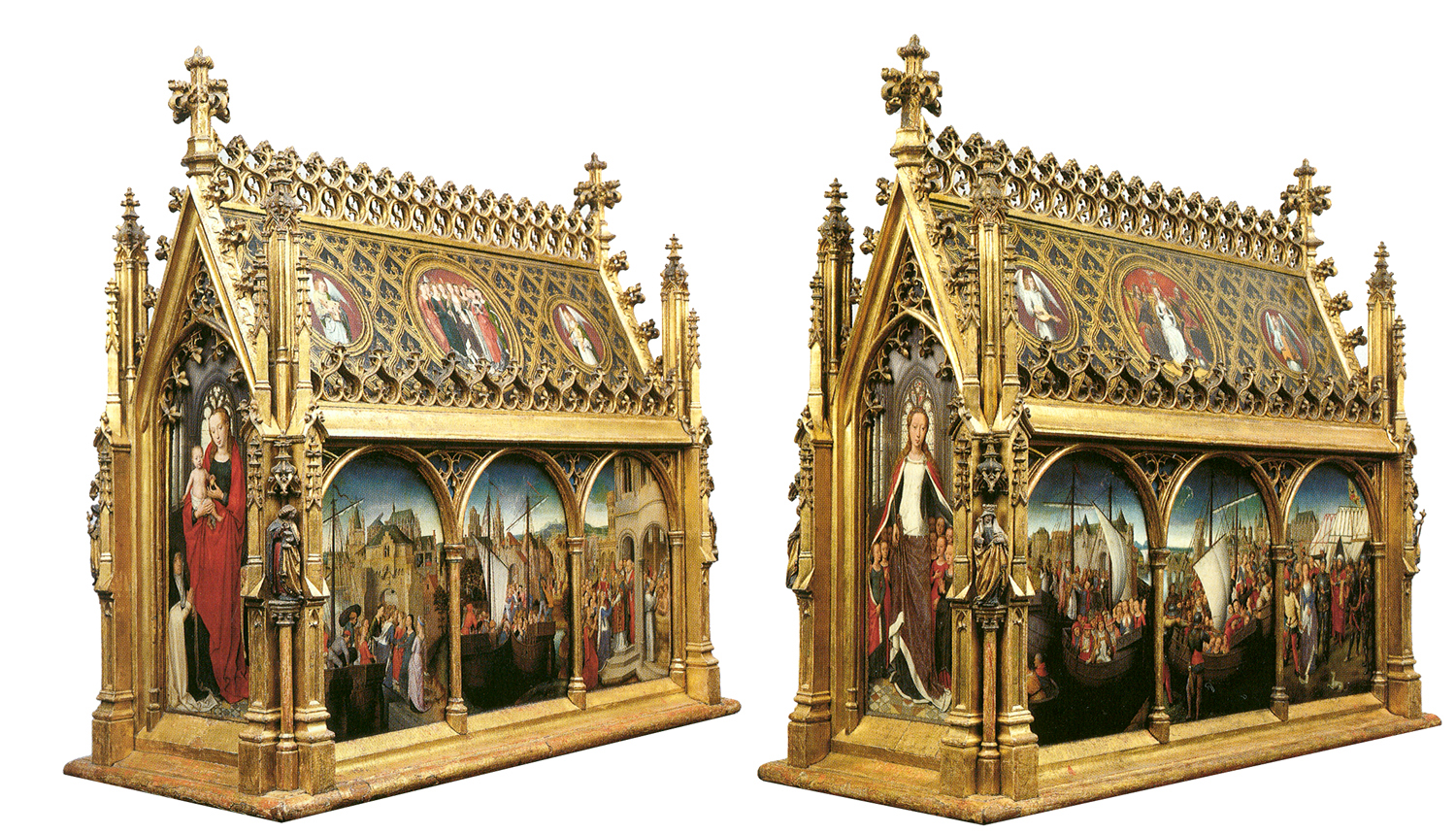
Vistas de ambos lados de la arqueta.

La arqueta de Santa Úrsula es un relicario de 87x33x91 cm, de madera tallada y dorada, con paneles pintados al óleo con escenas de la historia de Santa Úrsula, cuyo autor es Hans Memling. Está datada hacia 1489. Se conserva en el Museo Hans Memling de Brujas.  
La obra fue encargada por el Hospital de San Juan, institución localizada en el mismo edificio que hoy alberga el museo. A diferencia de otras obras de Memling, no está firmada ni fechada.
La arqueta sólo se abría una vez al año, el día de la festividad de Santa Úrsula, para exhibir sus reliquias, que habían sido depositadas solemnemente en su interior el 21 de noviembre de 1489.

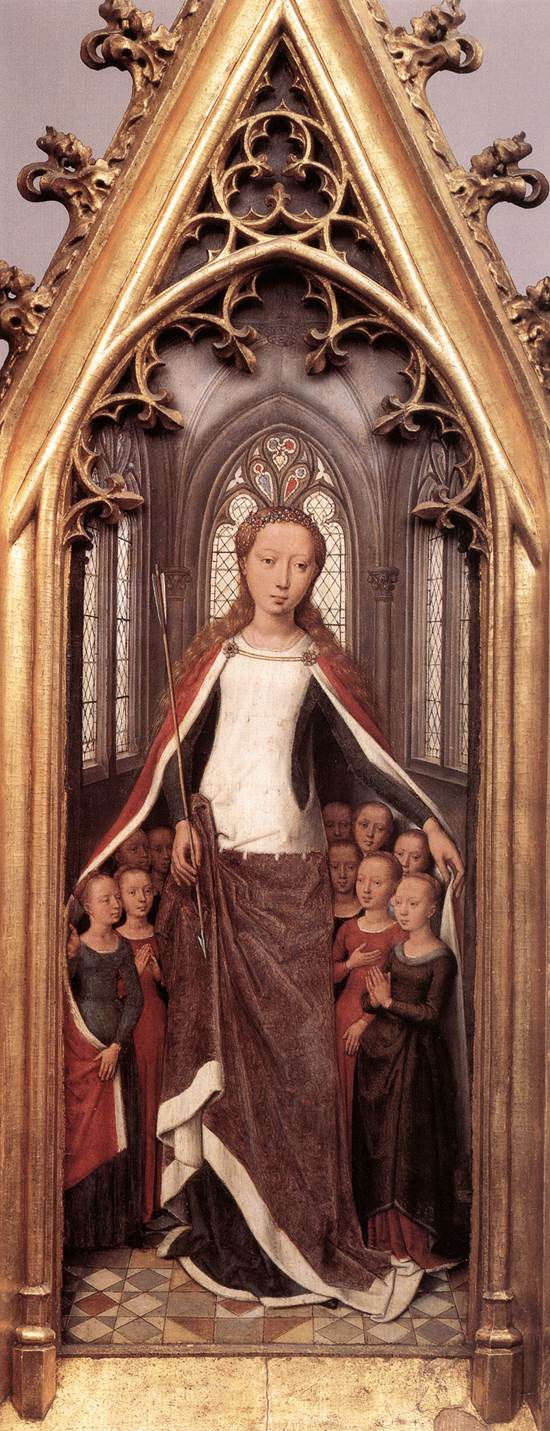
Santa Úrsula cobijando a las vírgenes.
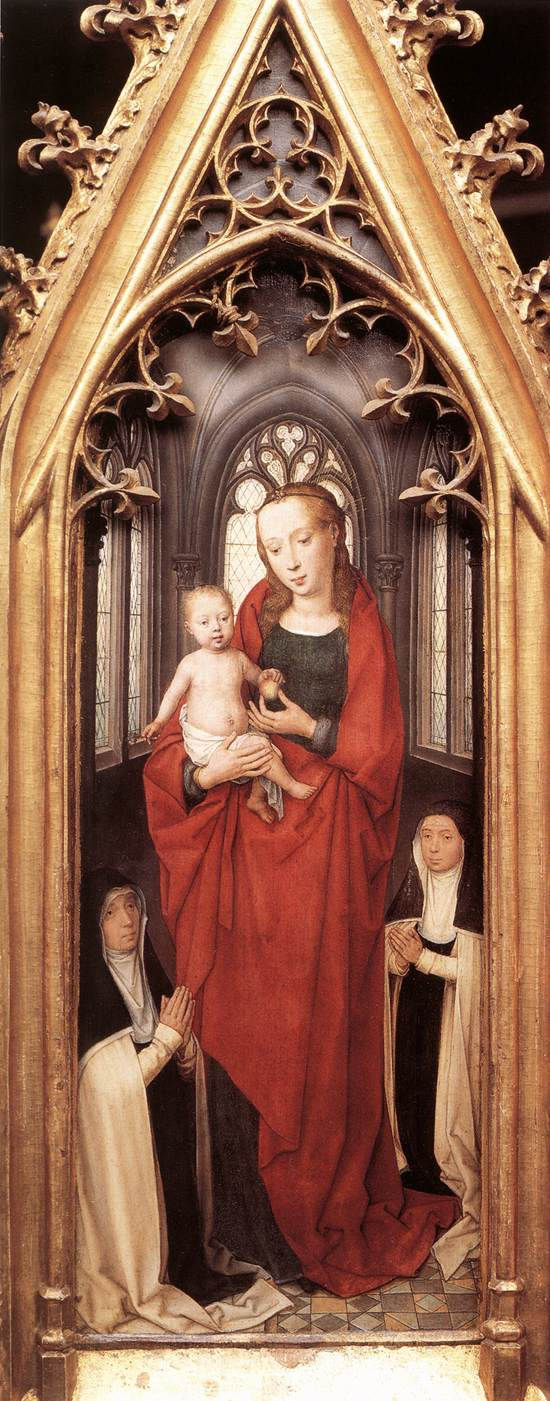
Virgen con Niño y comitentes.
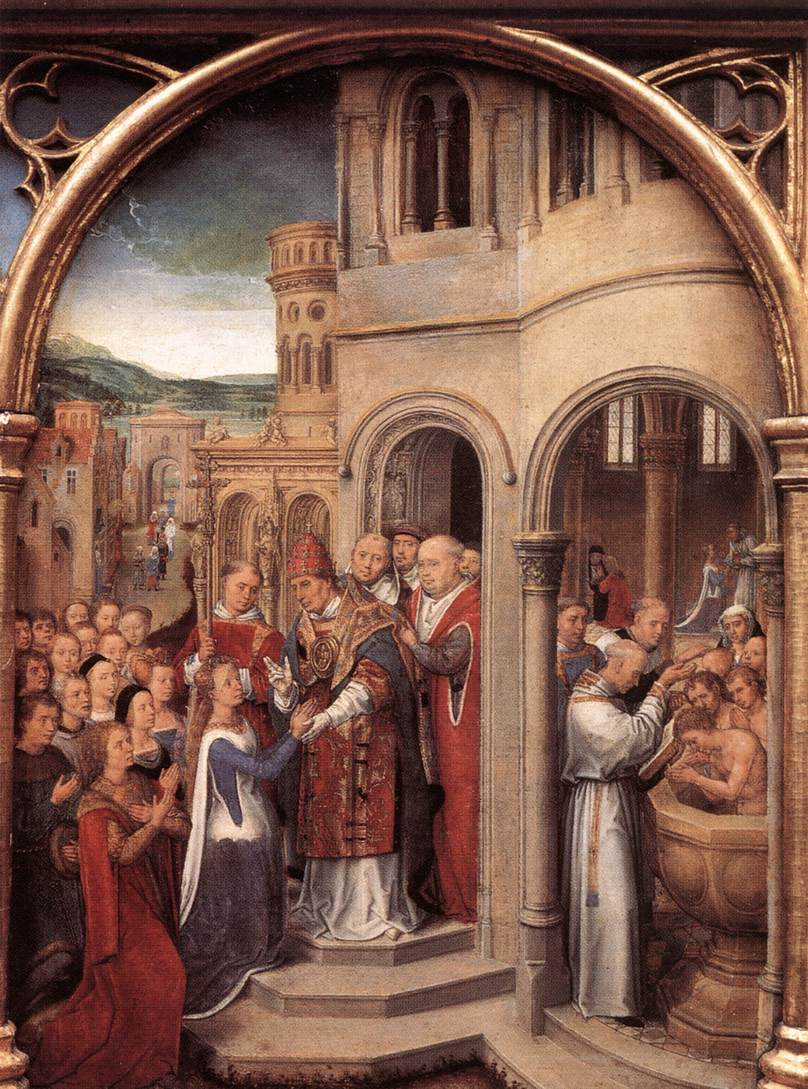
Llegada a Roma.

## Descripción
La arqueta presenta la forma de una capilla de estilo gótico flamígero, siguiendo un modelo habitual en orfebrería.
La cubierta, que simula un tejado muy inclinado, como los típicos del norte de Europa, incluye tres tondos pintados a cada lado. Están atribuidos no a Memling directamente, sino a su taller. Sus temas son, a un lado Las primeras once vírgenes con el Papa, un cardenal, un obispo y Etherius; al otro lado, La coronación de la Virgen con la Santísima Trinidad.
Las dos fachadas contienen las representaciones de Virgen con Niño y comitentes (con hábitos de monjas, una de ellas, la abadesa) y Santa Úrsula cobijando a las santas vírgenes. Ambas escenas están incluidas en un nicho pintado al trampantojo, que simula una perspectiva sobre el interior de la arqueta.
En los cuatro pequeños medallones que flanquean las dos escenas, el artista ha colocado a unos ángeles que tocan diversos instrumentos.

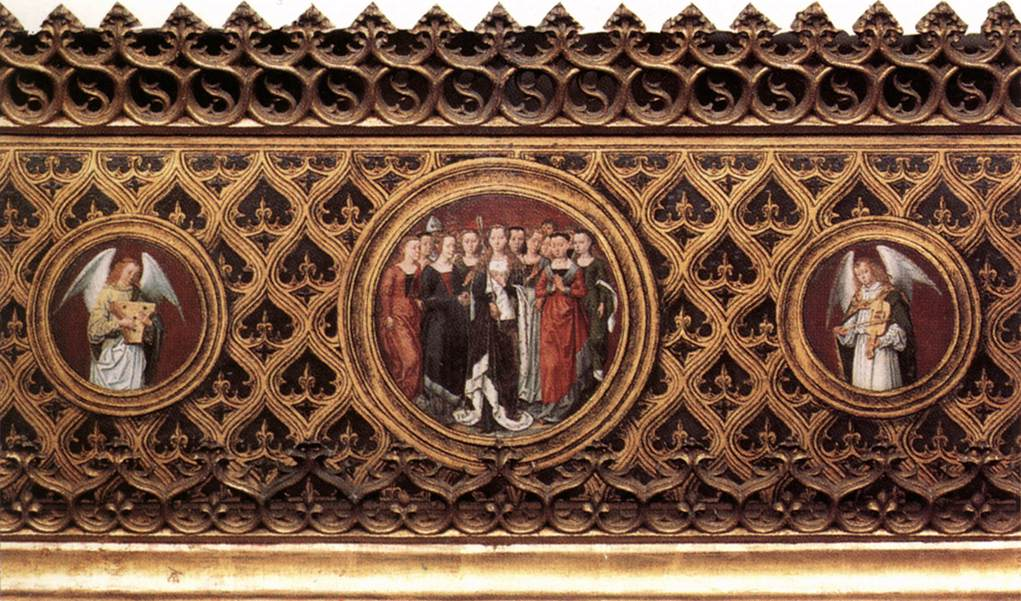
Ángeles tocando instrumentos (medallones)

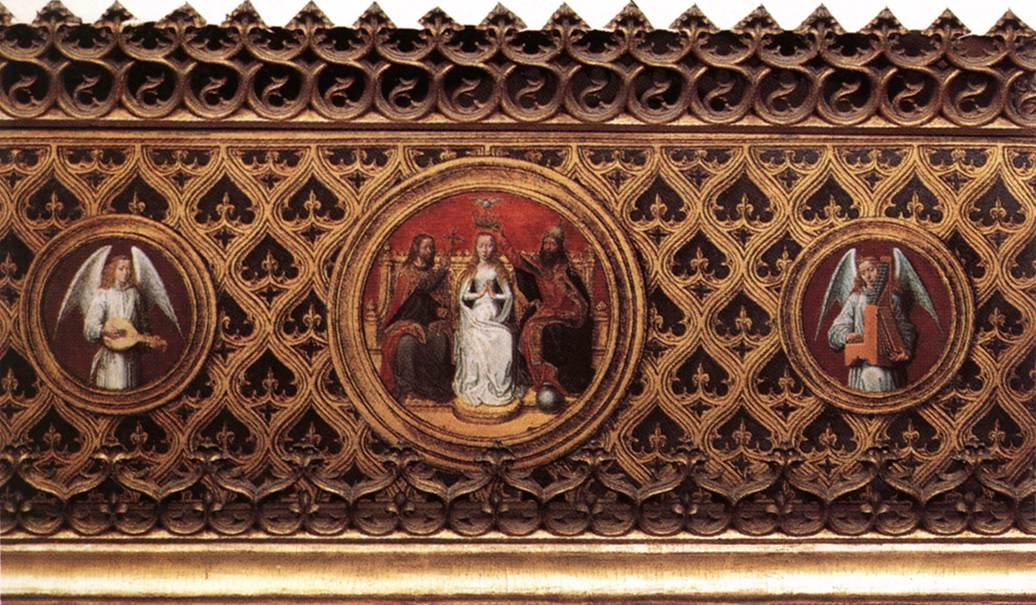
Detalle ángeles tocando instrumentos (medallones)

En los laterales, bajo pequeñas arquerías, hay seis escenas del viaje y martirio de Santa Úrsula, que recuerdan el estilo de las vidrieras de la época. Los temas son:

Escena 1: Desembarco en Colonia

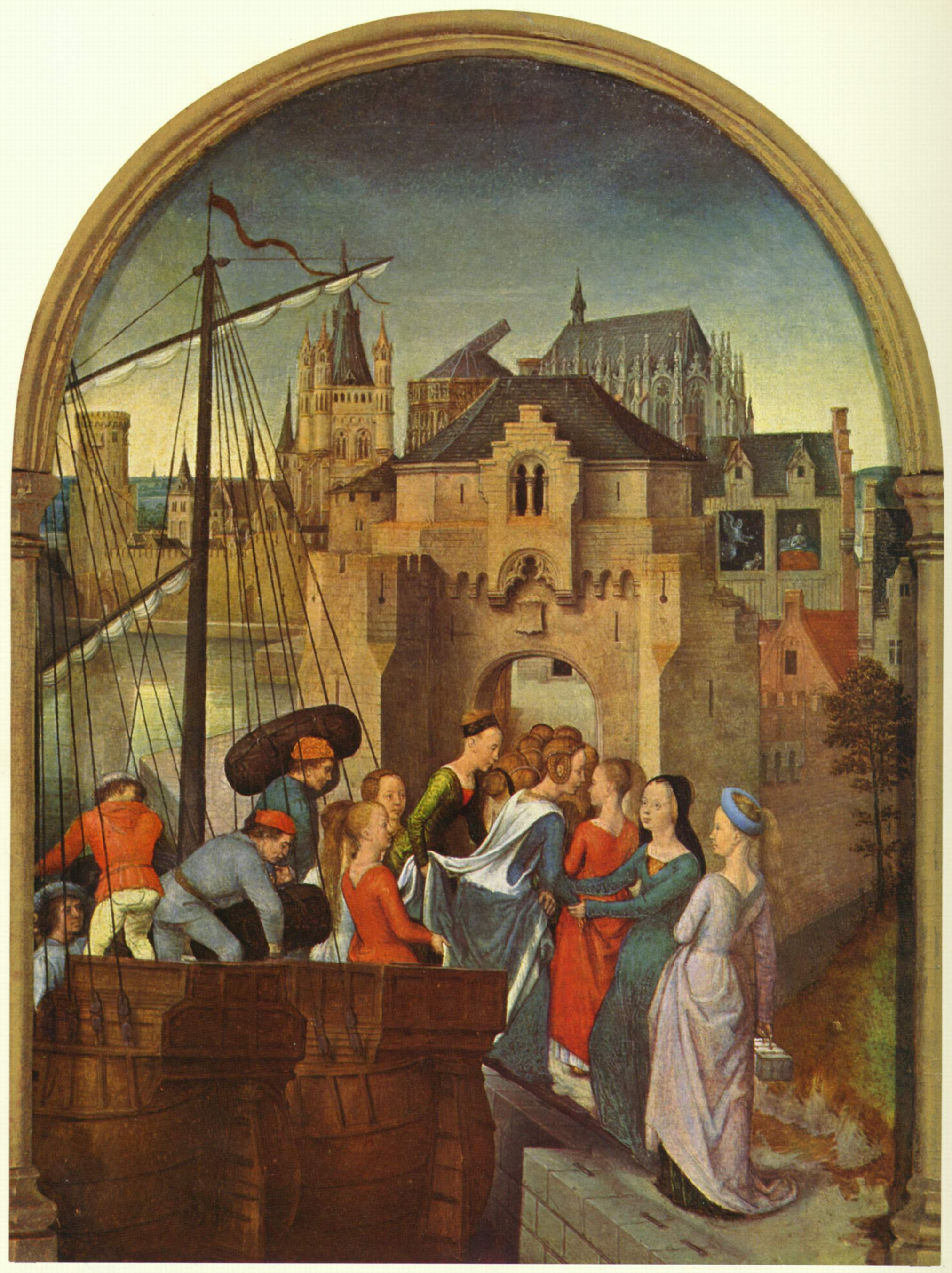
Desembarco en Colonia

Aparece Santa Úrsula junto a sus compañeras llegando a Colonia, de camino a Roma. Úrsula, vistiendo atuendo de princesa con el pelo trenzado y joyas, se dispone a pisar tierra asistida de sus vírgenes. Una de ellas sostiene la cola del vestido mientras que la otra apoya el brazo de Úrsula para ayudarla. Al fondo de la escena, aparecen compañeras entrando a la ciudad, en dirección a la catedral y las torres de Colonia.
Escena 2: Llegada a Basilea

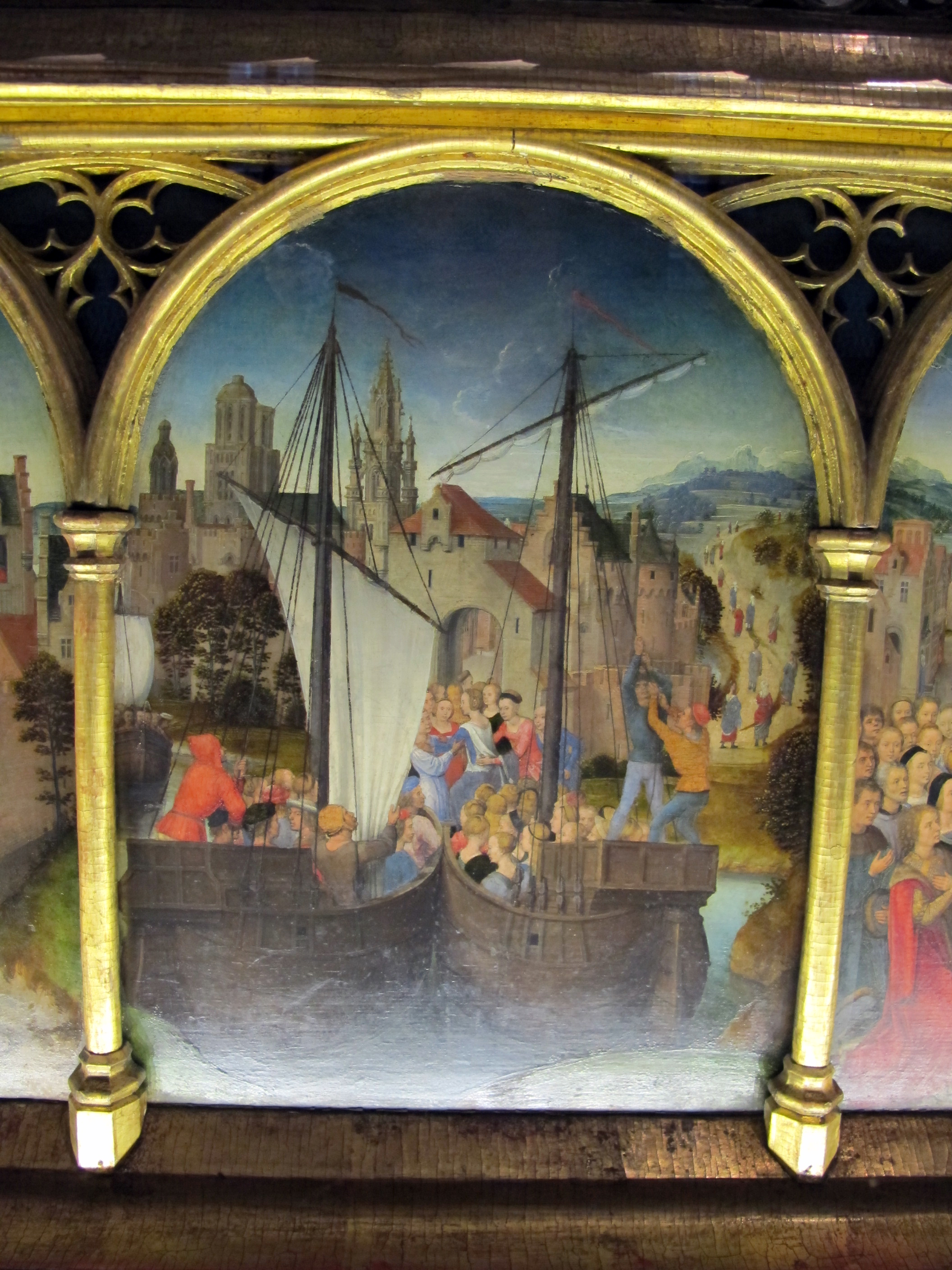
Llegada a Basilea

Dos barcos repletos de figuras femeninas dominan la escena. De fondo, la catedral y la ciudad de Basilea, y en la distancia aparecen los Alpes, hacia donde viajan las vírgenes.
Escena 3: Llegada a Roma

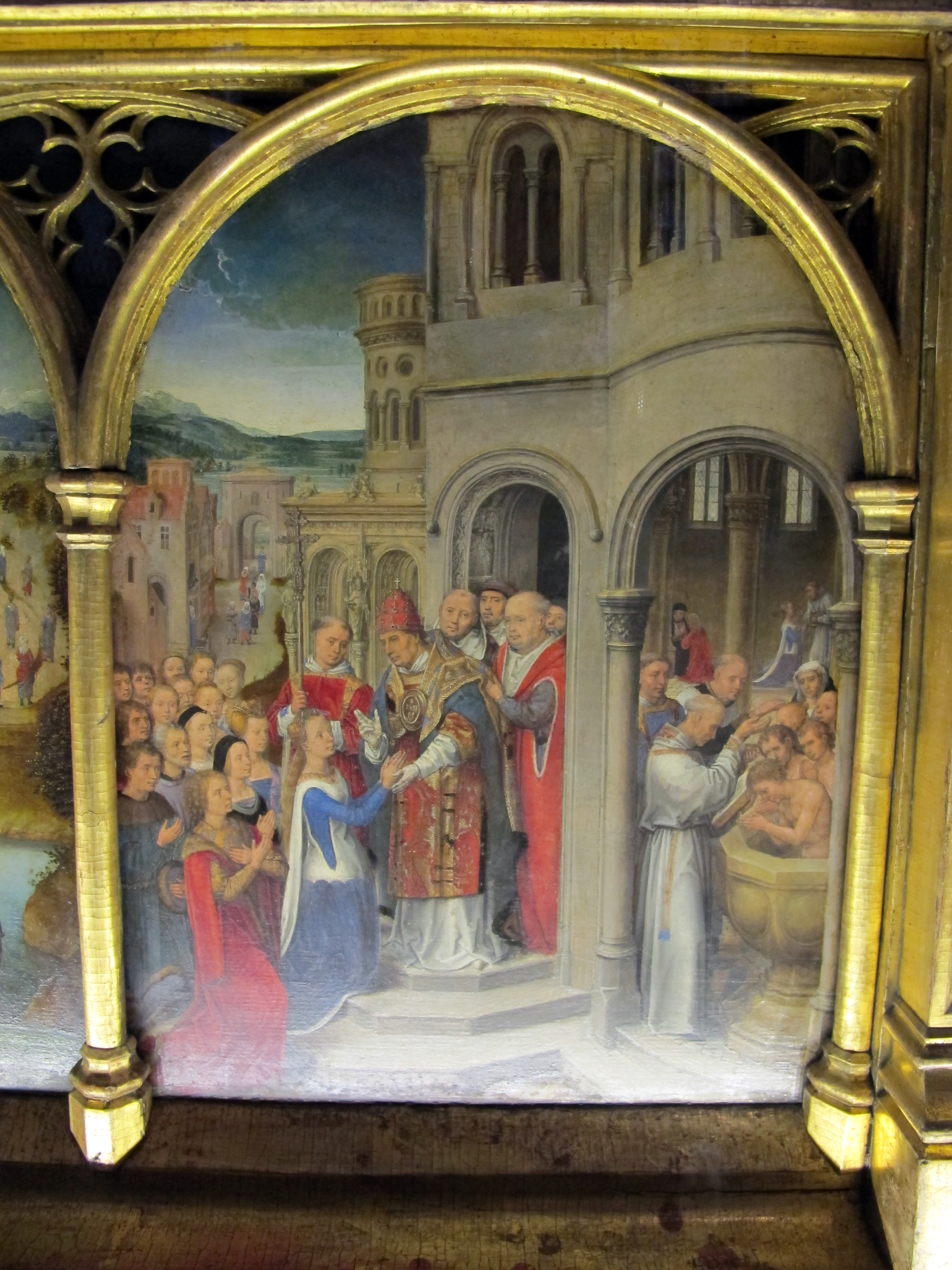
Llegada a Roma

El Papa recibe a Santa Úrsula para darle su bendición y detrás de ella, el príncipe arrodillado. La escena se sitúa en el pórtico de una iglesia. Al otro lado se aprecia el bautismo de algunos compañeros del príncipe, y en el fondo de la iglesia se encuentra Santa Úrsula recibiendo el sacramento.

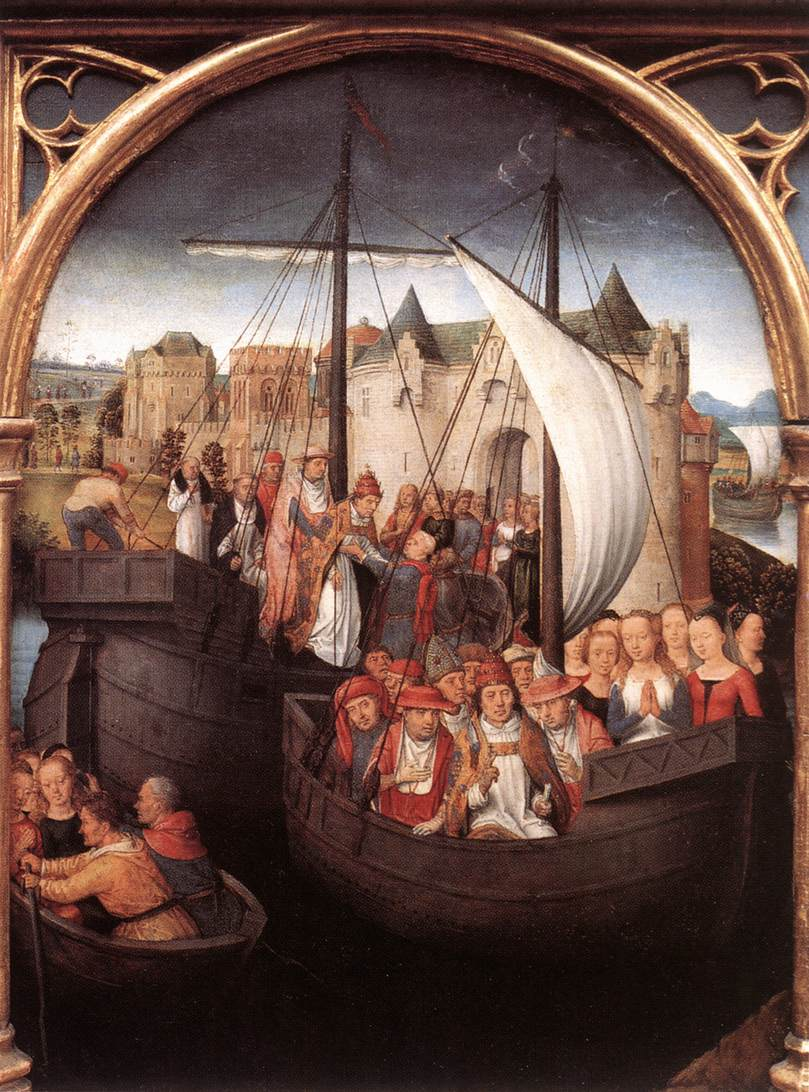
Partida de Basilea

Escena 4: Partida de Basilea hacia Colonia
Dos barcos en primer plano, donde viajan Santa Úrsula, su marido y Cyriacus Papa con sus prelados. También aparecen algunas de las vírgenes partiendo en un barco.

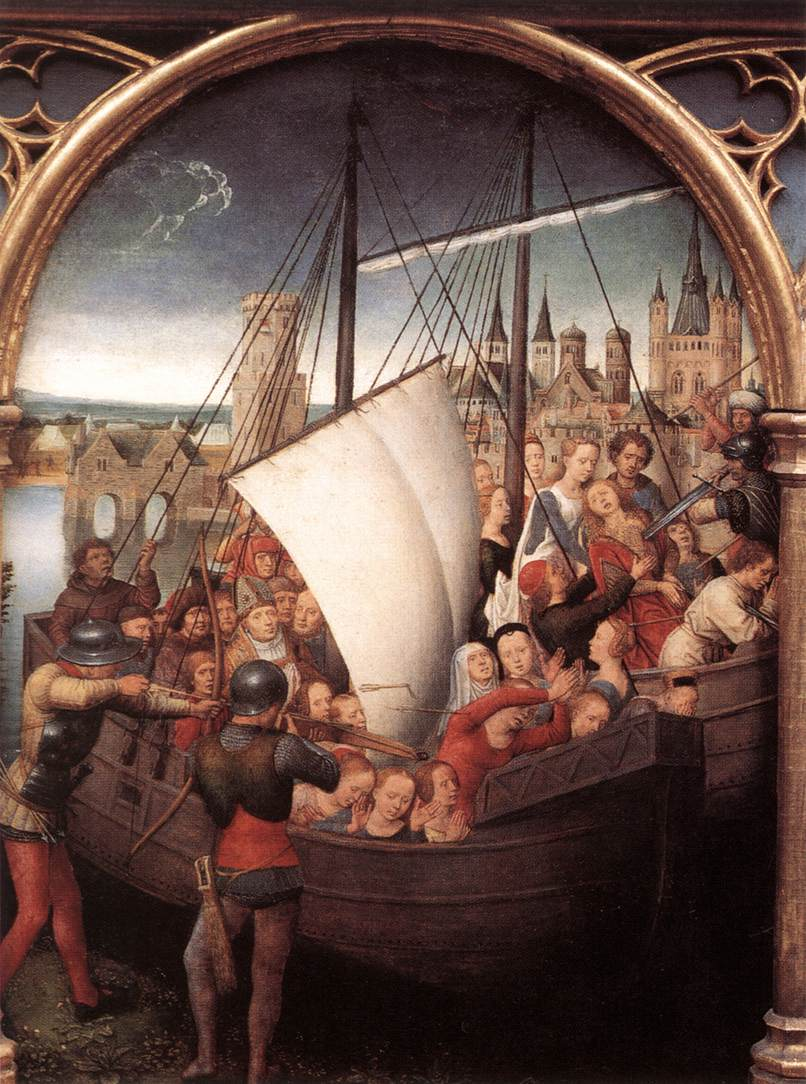
Martirio de los peregrinos

Escena 5: El martirio de los peregrinos
Dos soldados en primer plano aparecen disparando con ballestas a los dos barcos, llenos de mártires. En el segundo barco, un soldado atraviesa el pecho del príncipe, quien cae en los brazos de Santa Úrsula.
Escena 6: El martirio de Santa Úrsula

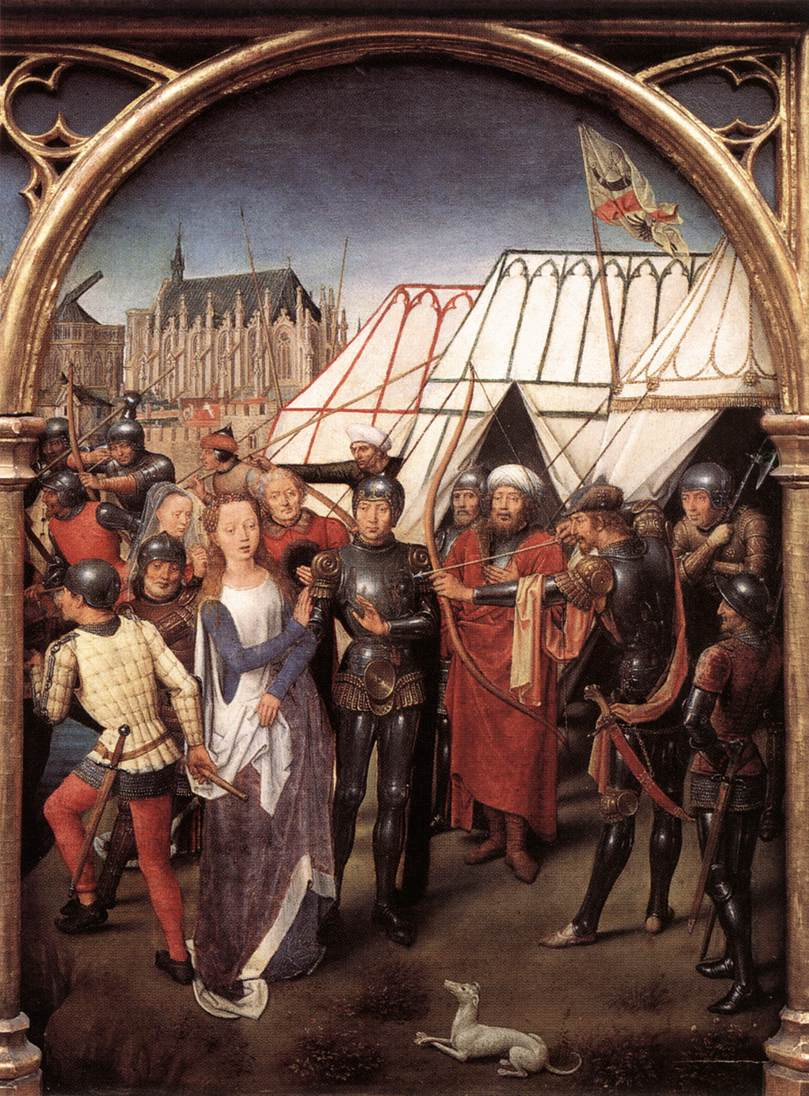
Martirio de Santa Úrsula

Santa Úrsula en primer plano frente a la tienda del general de los bárbaros, mientras que un número de soldados la rodean. Destaca uno de ellos, que aparece con un arco tensado con intención de disparar a la santa.

Cada uno de estos seis cuadros tiene 35 cm de alto por 25.5 cm de ancho.
Todas las escenas comparten el mismo fondo pictórico: un paisaje urbano en el que se puede apreciar la catedral inacabada de Colonia, y detalles de la vida cotidiana.
La decoración se completa con relieves propios del estilo gótico internacional que incluyen pináculos, frisos calados y, en los contrafuertes de las esquinas, las figuras de los santos Santiago, Juan Evangelista, Inés e Isabel de Hungría.

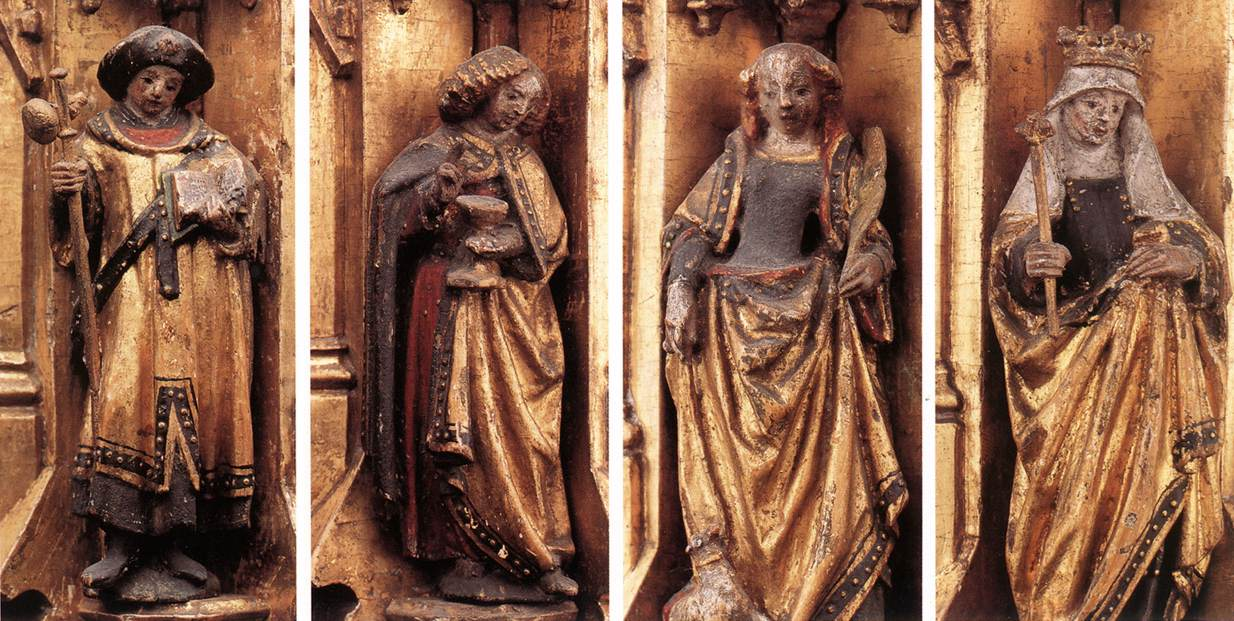
Los cuatro santos tallados.

### Origen o precedentes de la Arqueta de Santa Úrsula
Los relicarios cobran gran importancia en la Edad Media debido a la superficie de estos. Proporcionan un amplio espacio para el desarrollo iconográfico, precisamente es en este objeto cultual donde se ha desarrollado un programa iconográfico de larga tradición a lo largo de la Edad Media: el doble Credo, cuya primera manifestación en el marco de la imagen surgió en la región del Mosa.

Santa Úrsula fue una mártir cristiana,  patrona de Colonia, lugar en el cual fue martirizada. La leyenda de Santa Úrsula cuenta que esta fue hija de un rey de la Bretaña Insular y fue enviada al continente para contraer matrimonio con un  príncipe pagano, de peregrinación a Roma junto con once mil vírgenes fue agredida y martirizada por los hunos.
- Wikimedia Commons alberga una categoría multimedia sobre Arqueta de Santa Úrsula.